# Chaumontel
Chaumontel ist eine französische Gemeinde mit 3.340 Einwohnern (Stand: 1. Januar 2022) im Département Val-d’Oise in der Region Île-de-France; sie gehört zum Arrondissement Sarcelles und zum Kanton Fosses. Die Einwohner werden Chaumontellois(es) genannt.

## Geographie

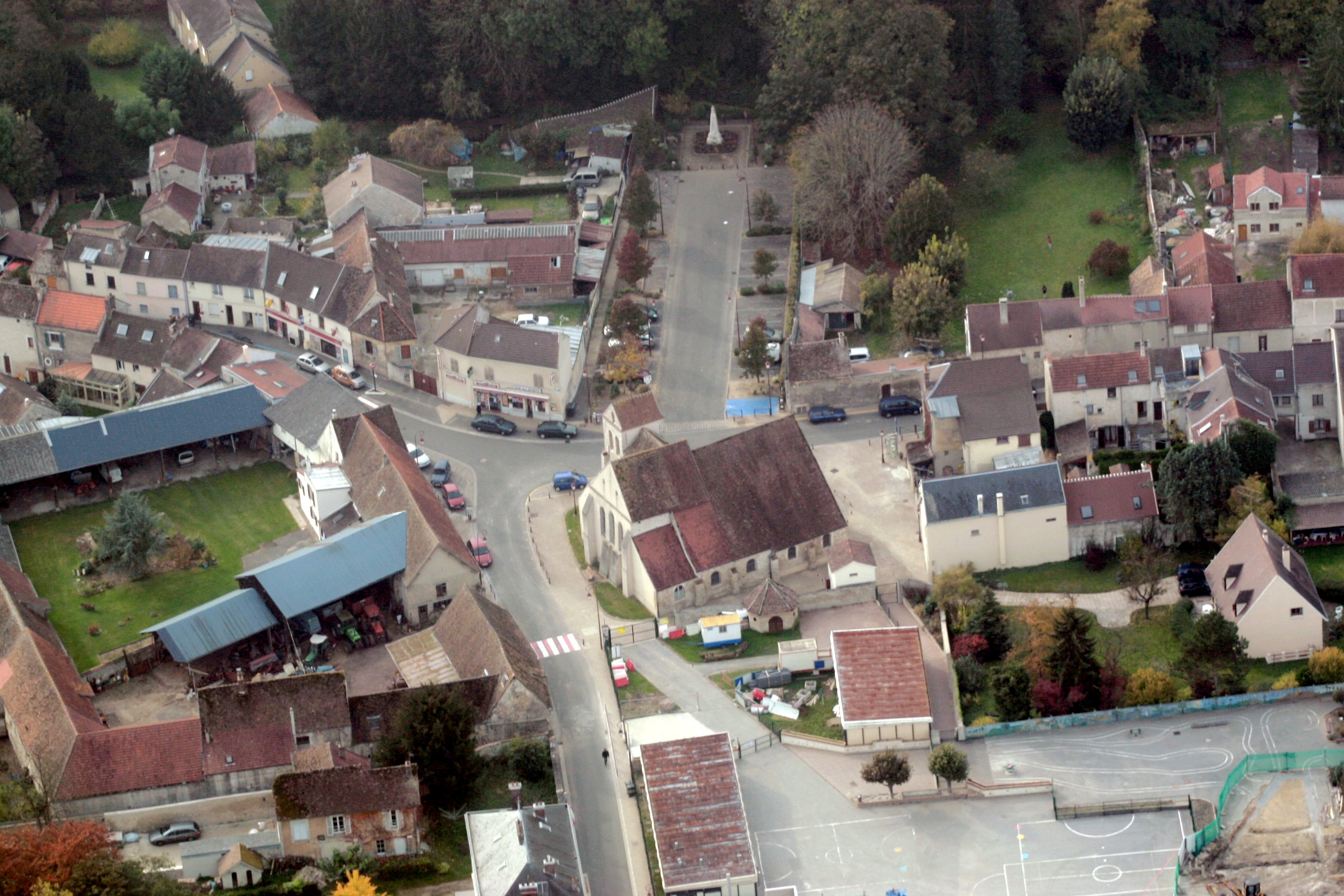
Blick auf den Platz an der Kirche in Chaumontel

Chaumontel liegt im Tal des Ysieux am Rande der Plaine de France und des Forêts de Chantilly, etwas mehr als 30 km nördlich von Paris. Die Gemeinde liegt im Regionalen Naturpark Oise-Pays de France.
Umgeben wird Chaumontel von den Nachbargemeinden Coye-la-Forêt im Nordosten und im Übrigen von Luzarches.

## Geschichte
Seit der Merowingerzeit sind Siedlungsspuren nachzuweisen. Sicher ist eine Schenkung aus den Jahren 1004 die auf den Ortsnamen Outreville lautet. Seit dem 11. Jahrhundert sind auch die Herren von Chaumontel nachweisbar.
| Bevölkerungsentwicklung | Bevölkerungsentwicklung | Bevölkerungsentwicklung | Bevölkerungsentwicklung | Bevölkerungsentwicklung | Bevölkerungsentwicklung | Bevölkerungsentwicklung | Bevölkerungsentwicklung | Bevölkerungsentwicklung |
| ----------------------- | ----------------------- | ----------------------- | ----------------------- | ----------------------- | ----------------------- | ----------------------- | ----------------------- | ----------------------- |
| Jahr                    | 1962                    | 1968                    | 1975                    | 1982                    | 1990                    | 1999                    | 2006                    | 2011                    |
| Einwohner               | 748                     | 869                     | 1463                    | 2347                    | 2933                    | 3250                    | 3280                    | 3298                    |

## Sehenswürdigkeiten

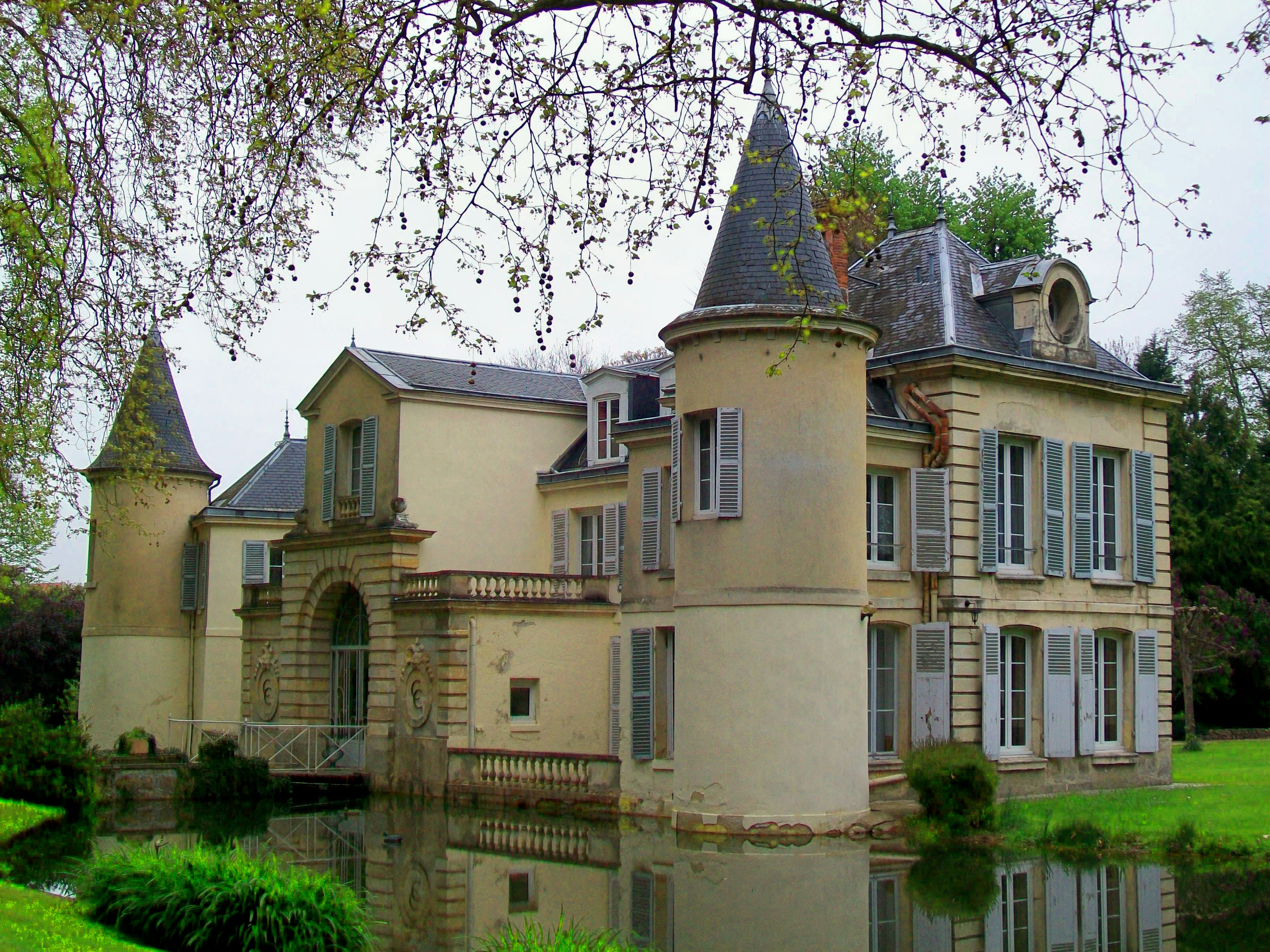
Schloss von Chaumontel

- Schloss von Chaumontel (Herrenhaus von Preslay), auf den Resten einer mittelalterlichen Burganlage errichtet, von der Familie Condé Anfang des 18. Jahrhunderts umgebaut
- Herrenhaus von Outreville, um 1900 erbaut
- Ysieux-Tal
- Kirche Notre-Dame de la Nativité, im 13. Jahrhundert errichtet, im 16. Jahrhundert umgebaut
- Ossarium
- Gutshof Dequidt aus dem 18. Jahrhundert
- Lion-Brunnen

## Persönlichkeiten
- Eugène Goupil (1831–1896), Antikensammler
- Édouard Wattelier (1876–1957), Radrennfahrer